# آندريا فيريشوفا
آندریا فيراشوفا (ولدت في 28 يونيو 1980) عارضة سلوفاكية وحاملة لقب ملكة جمال سابقة بعد تتويجها بمسابقة في ملكة جمال سلوفاكيا 1999, درست فيريشوفا في مدرسة ثانوية بلجيكية في زيلينا، حيث تخرجت في عام 1999.  وكانت سابقا في علاقة مع نجم الهوكي التشيكي يارومير جاجر.

## روابط خارجية
- آندريا فيريشوفا على موقع IMDb (الإنجليزية)
- آندريا فيريشوفا على موقع قاعدة بيانات الفيلم (الإنجليزية)
- آندريا فيريشوفا على موقع دليل عارضات الأزياء (الإنجليزية)
- Instagram
- Facebook